# Cotinga tallabranques de l'Argentina
La cotinga tallabranques de l'Argentina (Phytotoma rutila) és un ocell de la família dels cotíngids (Cotingidae).

## Hàbitat i distribució
Habita el bosc i matolls de Bolívia, oest de Paraguai i des del sud-oest de l'Uruguai i el nord de l'Argentina cap a l'est fins Buenos Aires.